# Марідашвілі Софія Андріївна
Софія Андріївна Марідашвілі (7 вересня 1908, село Квемо Чала, тепер Каспський муніципалітет, Грузія — 20 лютого 1971, село Квемо Чала Каспського району, тепер Каспський муніципалітет, Грузія) — грузинська радянська діячка, ланкова колгоспу «Мнатобі» Каспського району Грузинської РСР. Депутат Верховної ради СРСР 2-го скликання. Герой Соціалістичної Праці (19.03.1947).

## Життєпис
Народилася в селянській родині. Трудову діяльність розпочала робітницею Горійського консервного заводу.
З 1931 року працювала в колгоспі села Квемо-Ґомі Каспського району Грузинської РСР, у 1940—1949 роках — ланкова із вирощуванню цукрових буряків колгоспу «Мнатобі» («Гантіаді») села Квемо-Ґомі Каспського району. Член ВКП(б) з 1946 року.
Указом Президії Верховної ради СРСР від 19 березня 1947 року за «отримання високих урожаїв цукрового буряка в 1946 році» Софії Марідашвілі присвоєно звання Героя Соціалістичної Праці з врученням ордена Леніна та золотої медалі «Серп і Молот».
У 1949—1954 роках — голова колгоспу «Мнатобі» села Квемо-Ґомі Каспського району.
У 1954—1958 роках — голова Квемо-Ґомської сільської ради Каспського району Грузинської РСР.
З 1958 року — знову ланкова з вирощування цукрових буряків колгоспу «Мнатобі» села Квемо-Ґомі Каспського району.
Делегат XIV з'їзду КП(б) Грузії та 3-го всесоюзного з'їзду колгоспників у Москві.
З 1968 року — персональна пенсіонерка. Померла в лютому 1971 року в селі Квемо Чала Каспського району.

## Нагороди
- Герой Соціалістичної Праці (19.03.1947)
- орден Леніна (19.03.1947)
- орден Трудового Червоного Прапора (2.04.1966)
- орден «Знак Пошани» (24.02.1945)
- медалі Виставки досягнень народного господарства (ВДНГ) СРСР
- медалі